# سید حیدر حلی
سید حیدر حلی، یا حیدربن سلیمان بن داود بن حیدر حلی (ژانویه ۱۸۳۱-ژانویه ۱۸۸۷)، از شعرای برجسته زمان خود بود. به دلیل سرودن مرثیه‌های بسیار در مورد امامان شیعه، لقب «شاعر اهل بیت» را به وی داده شده داده‌است. وی در زمینه شعر مذهبی، میان ویژگی‌های اهل‌بیت و «اوضاع سیاسی، اجتماعی، فرهنگی حاکم بر روزگار خویش،» پیوند برقرار نموده‌است. سید حیدر حلی در اشعار خود از قرآن و احادیث تأثیر پذیرفته و توصیف اهل بیت در اشعار او با «رویکرد غالباً حماسی و عاطفه‌ای نیرومند و متعادل» صورت گرفته‌است.

## آثار
از آثار او می‌توان به دیوان 'الدر الیتیم و العقد النظیم' و 'العقد المفصل فی قبیلة المجد المؤثل' اشاره نمود.